# Tel Par
Tel Par (hebrejsky: תל פר) je pahorek o nadmořské výšce cca 30 metrů v severním Izraeli.
Leží cca 13 kilometrů jihovýchodně od centra města Haifa, na pomezí pahorkatiny Dolní Galileji a Zebulunského údolí. Po severním úpatí kopce prochází dálnice číslo 70, za ní již se rozkládá rovinatá a zemědělsky využívaná plocha Zebulunského údolí. Necelý kilometr jižně od pahorku stojí obec Ibtin, za východní straně je v blízkosti kopce situován areál hřbitova Tel Regev.